# Weingartia
 Weingartia je rod středně velkých, jihoamerických, vysokohorských kaktusů, převážně z Bolívie. K prozkoumání nalezišť přispěl Karel Kníže. Z pěstitelského hlediska jde o rod méně pěstovaný i přes velmi bohaté kvetení.
V současné taxonomii je tento rod vřazen do roduRebutia.

## Výskyt
Areál výskytu je východní podhůří hlavního hřebene And, vysokohorské oblasti střední a jižní Bolívie a severozápadní Argentiny. Rostou nejvíce ve výškách od 2000 do 3600 m n. m. Vzácně zasahují níže až k 1200 m n. m., nebo na jihu výše. V letním období je zde mírně teplé klima se silnou insolací, vysokými rozdíly mezi denními a nočními teplotami a dostatečnými srážkami. Srážek je poměrně hodně, ale jsou to prudké lijáky soustředěné do kratších období. Zimní klidové období je zcela suché, chladné. Zde weingarcie rostou na loukách v zápoji nízkých travin, v mechových polštářích, výjimečně ve spárách a škvírách skalních ploten společně s pionýrskými travinami, mechy a lišejníky.
Podrod Cumingia  roste ve středu a na severu areálu nejčastěji ve výškách 2000 až 2800 m n. m. Nejseverněji roste Weingartia mairanana, sestupuje až k 1600 m n. m., dalším druhem z nižších poloh je Weingartia riograndensis, udávaná od 1200 m n. m. výše. Oblast je povodí řek Rio Grande a Rio Pilcomayo. Srážky ve vlhkém období přesahují 800 mm/rok.
Podrod Weingartia roste v jižní části areálu na rozhraní severní Argentiny a Bolívie v od 2000 m n. m. a vystupuje až k 4000 m n. m. Oblast je povodí Rio Pilayo.

## Popis

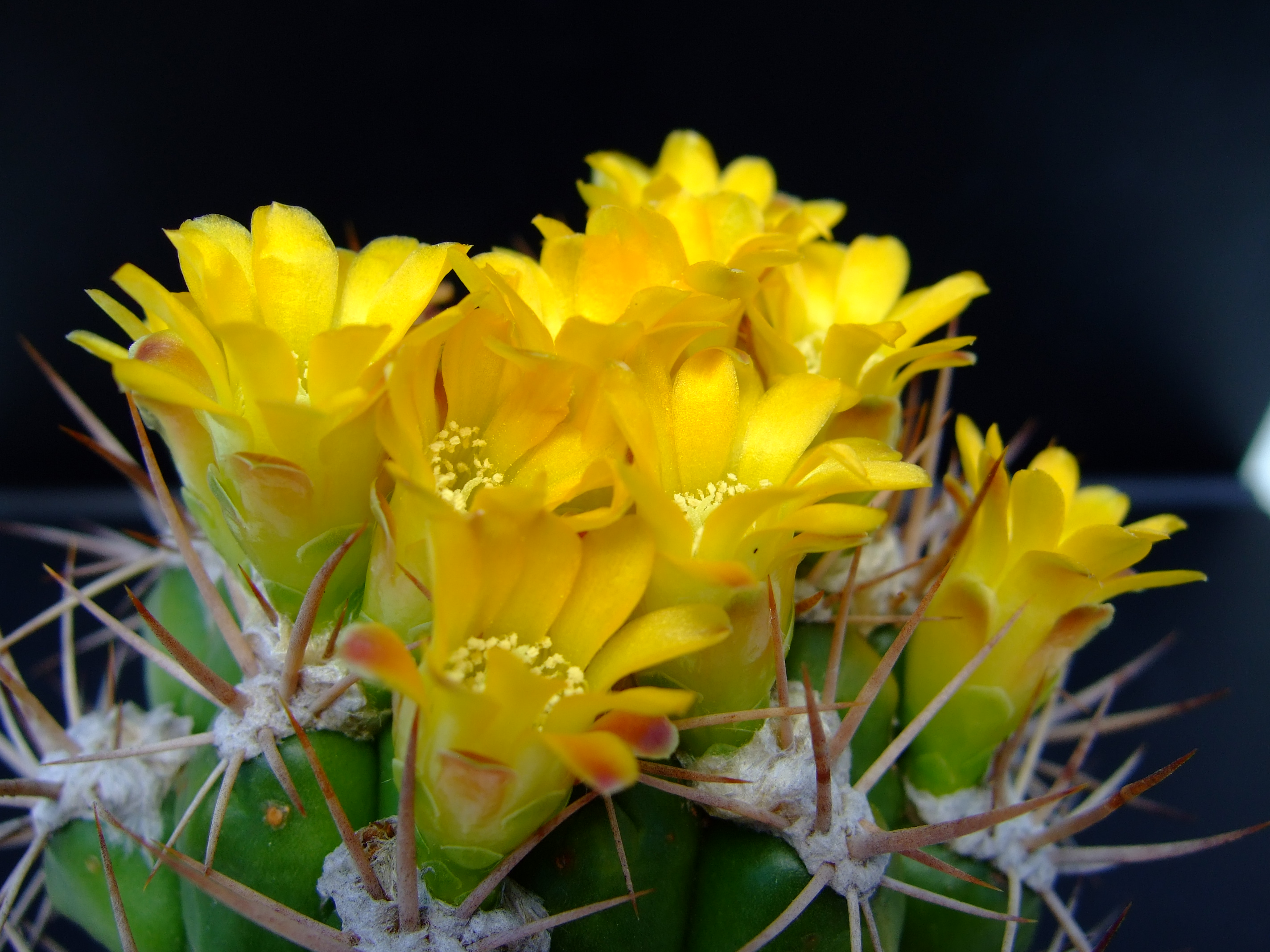
Weingartia lanata, květy.

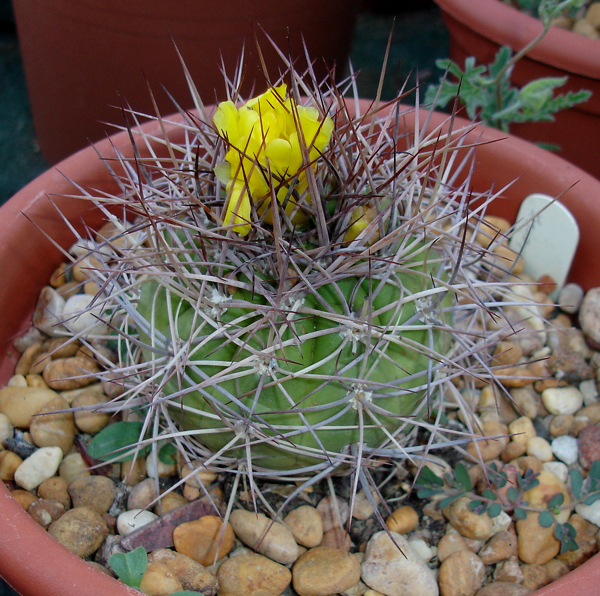
Weingartia cintiensis se vyznačuje dlouhým otrněním.

Stonky jsou kulovité až ploché, vzácně válcovité, soliterní, o průměru 8 až 16 cm. Některé formy Weingartia neocumingii dosahují v přírodě průměr až 30 cm. Žebra jsou spirálovitá, rozdělená do výrazných hrbolů. Areoly s trny se nachází na horní straně hrbolu a ne v jeho středu, jak je obvyklé. Jsou protáhlé, někdy značně vlnaté. Trny jsou početné, 7 až 40 v areole, přímé, naježené, tuhé, středové až 3 cm dlouhé. Okrajové směřují spíše do stran, středové vzhůru. Jsou světlé, bělavé, šedavé, rohovinové, někdy s tmavou špičkou. Tmavší prohnuté trny má Weingartia neumanniana. Kořeny jsou u podrodu Cumingia svazčité. U podrodu Weingartia jsou mohutné, hlízovité, oddělené od stonku výrazným zúženým krčkem.
Květy se vyvíjí na obvodu temenne nebo v jeho středu, někdy i dva až tři v jedné areole. Jsou 2 až 3 cm velké, přisedlé, široce rozevřené, zvonkovité. Trubka a semeník jsou holé, bez chlupů a štětin, nesou několik šupin. Květy jsou jasně žluté až oranžové, mají lesklý až porcelánový vzhled. Weingartia trolli má květy vínově červené, některé formy Weingartia neumanniana tmavooranžové až červené.
Plod je malá kulatá bobule, rychle vysychající, ve zralosti tence blanitá. Semena vejčitá, asi 1 mm velká, černá, hnědá, lesklá. Mají jen krátkou dobu klíčivosti.

## Taxonomie a historie
V roce 1933 založil C. Backeberg rod Spegazizinia pro dva druhy kaktusů, které objevil v Andách. Byly to Spegazizinia fidaiana a Spegazizinia neumanniana. Do rodu byl přeřazen dávno známý Echinocactus cumingii. Protože jméno již bylo použito pro jeden rod řas, ustanovil Werdermann v roce 1937 nový rod Weingartia. Většina druhů byla objevena později, v 50. až 80. letech 20. století. Naleziště prozkoumali prof. Cardenas, W. Rausch, F. Ritter, F. H. Brandt a Karel Kníže. Rod Weingartia je blízký rodu Sulcorebutia, přechod tvoří okruh rostlin Sulcorebutia torotorensis a Sulcorebutia purpurea. F. H. Brandt napřed převedl všechny zástupce weingarcií do rodu Sulcorebutia, po potvrzení priority rodu Weingartia provedl pravý opak a všechny sulkorebucie převedl do rodu Weingartia. V roce 1989 Hunt a následně ICSG [zdroj?] rody Weingartia a Sulcorebutia začlenili do velkorodu Rebutia, což vedlo ke značnému zmatení druhového označení. Poslední fylogenetický výzkum rodu Rebutia potvrzuje samostatnost rodu Weingartia. Formálně jej obnovili Mosti & Papini v roce 2011, s tím, že do něj zařadili i sulkorebucie .
Bylo popsáno několik desítek druhů, mnohdy jen málo odlišných. ICSG [zdroj?] provedl radikální sloučení, zástupce podrodu Cumingia sloučil do jednoho variabilního druhu (jako Rebutia neocumingii) s pěti poddruhy, podrod Weingartia redukoval na dva původní druhy fidaiana a neumanniana. Oprávněnost sloučení a vymezení druhů vyžaduje další výzkum .

## Pěstování
Weingarcie podrodu Cumingia patří mezi snadno pěstovatelné a odolné kaktusy. Pěstování vychází z toho, že jde o otužilé horské rostliny. Zejména jim vyhovuje volná kultura, umístění bez krytu na přímém slunci před oknem, na balkoně nebo na zahradě. Přezimování suché při 8 až 12 °C. Při přechodu na letní osluněné stanoviště z tmavého zimoviště je potřeba zpočátku stínit proti popálení. V červenci při teplotách nad asi 33 °C dochází k letní stagnaci. Je nutné přestat se zálivkou obdobně jako v zimním klidovém období, jinak může dojít k úhynu.
Rostliny podrodu Weingartia s hlízovitým kořenem jsou pěstitelsky náročné a pěstují je zkušenější kaktusáři.

## Seznam druhů

### Soudobé pojetí
V současnosti je počet druhů silně redukován, ale nepanuje obecná shoda na jejich uspořádání.
Druhy uznávané podle The Plant List Org.
Weingartia fidaiana (Backeb.) Werderm.
Weingartia kargliana Rausch
Weingartia lanata F. Ritter
Weingartia neocumingii Backeb.
Weingartia neumanniana (Backeb.) Werderm.
Weingartia westii (Hutchison) Donald

### Prvopopisy
Seznam popsaných druhů, prvopopisy bez pozdějšího přeřazování a slučování.
| Podrod Weingartia Skupina Weingartia fidaiana (Backeberg) Werdermann 1937 Weingartia cintiensis Cardenas 1958 Weingartia leocoriensis Cardenas 1964 Weingartia vilcayensis Cardenas 1964 Weingartia (jako Gymnocalycium) westii Hutchison 1957 Skupina Weingartia neumanniana (Backeberg) Werdermann 1937 Weingartia kargliana Rausch 1979 Weingartia pygmaea F. Ritter 1980 | Podrod Cumingia Weingartia attenuata F. H. Brandt 1985 Weingartia brachygraphisa F. H. Brandt 1977 Weingartia buiningiana F. Ritter 1980 Weingartia callecallensis F. H. Brandt 1981 Weingartia chuquichuquiensis F. H. Brandt 1983 Weingartia columnaris F. H. Brandt 1986 Weingartia erinacea F. Ritter 1961 Weingartia flavida F. H. Brandt 1981 Weingartia gracilispina F. Ritter 1980 Weingartia hediniana Backeberg 1950 Weingartia knizei F. H. Brandt 1977 Weingartia lanata F. Ritter 1961 Weingartia longigibba F. Ritter 1961 Weingartia mairanana F. H. Brandt 1983 Weingartia mataralensis F. H. Brandt 1984 Weingartia miranda F. H. Brandt 1986 Weingartia multispina F. Ritter 1961 Weingartia neglecta F. H. Brandt 1983 Weingartia neocumingii Backeberg 1950 (syn. W. cumingii (Back.) Werd. 1937) Weingartia pilcomayensis Cardenas 1964 Weingartia platygona Cardenas 1964 Weingartia pulquinensis Cardenas 1951 Weingartia riograndensis F. Ritter 1961 Weingartia saetosa F. H. Brandt 1980 Weingartia saipinensis F. H. Brandt 1982 Weingartia sucrensis F. Ritter 1961 Weingartia trollii Oeser 1978 |